# Abancay
Abancay är en stad i södra Peru, och är den administrativa huvudorten för departementet Apurímac samt provinsen Abancay. Befolkningen uppgick till 58 741 invånare 2015, och staden är belägen på en höjd av 2 377 m ö.h.